# Olivier Gourmet
Pour les articles homonymes, voir Gourmet.
Olivier Gourmet est un acteur belge né le 22 juillet 1963 à Namur.
Au cinéma, il est révélé en 1996 par La Promesse de Jean-Pierre et Luc Dardenne. Les deux cinéastes belges deviennent ses réalisateurs fétiches, pour qui il joue notamment dans Rosetta en 1999 et dans Le Fils en 2002, ce dernier lui valant le prix d'interprétation masculine au festival de Cannes.
En dehors de son travail avec les frères Dardenne, il se retrouve régulièrement dans des films d'auteur français ou belges, au générique d'œuvres aussi diverses que Ceux qui m'aiment prendront le train de Patrice Chéreau en 1998 et Peut-être de Cédric Klapisch, l'année suivante. Il collabore également de multiples fois avec Dominique Cabrera (Nadia et les hippopotames, Le Lait de la tendresse humaine, Folle Embellie).

## Biographie

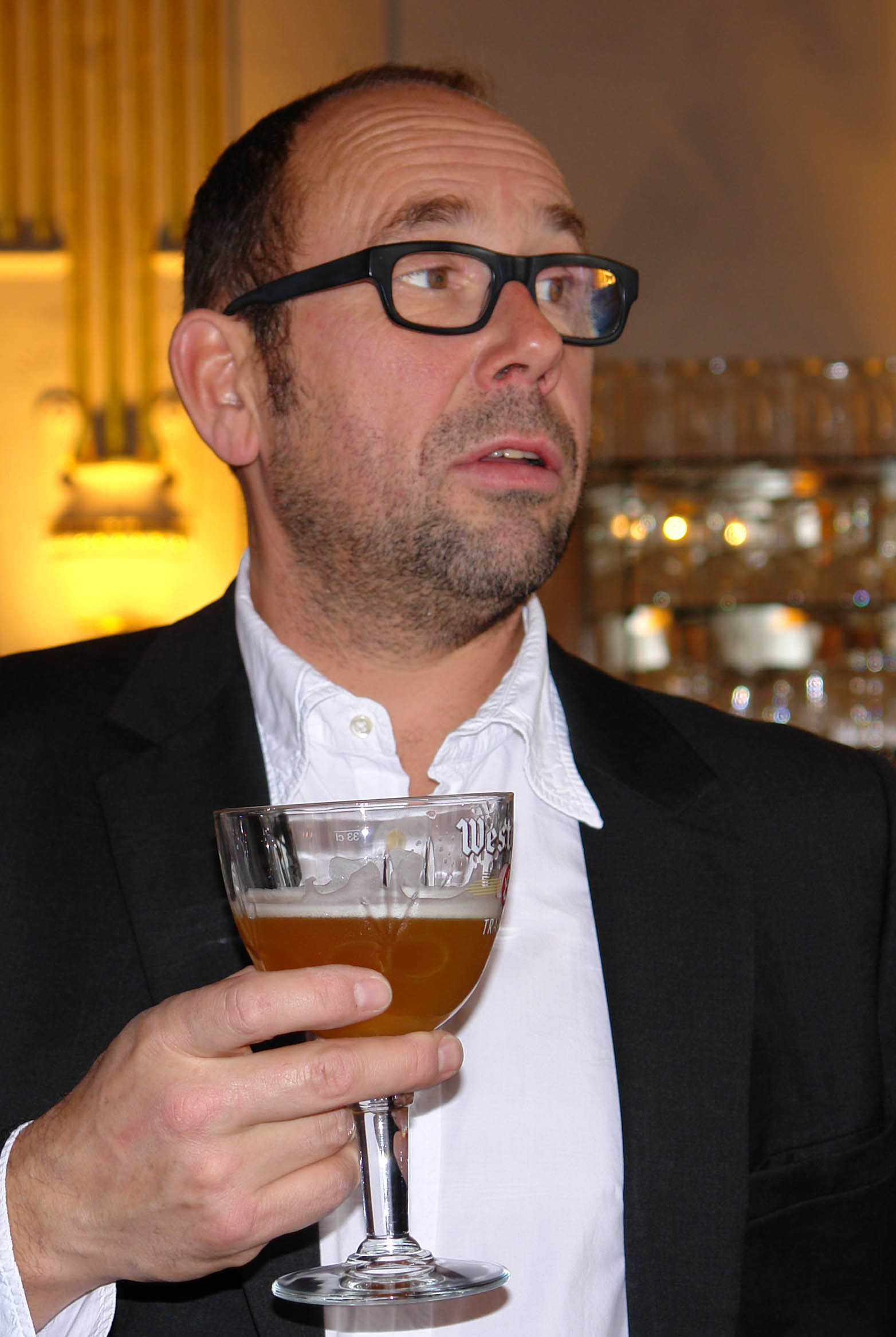
Olivier Gourmet au FIFF le 5 octobre 2012.

Olivier Gourmet suit des cours au conservatoire royal de Liège. ll veut ensuite travailler avec Patrice Chéreau à Nanterre, lorsque celui-ci ferme son école d'art dramatique. Il rejoint alors le cours Florent et le quitte pour retourner en Belgique. À Bruxelles, il joue au théâtre Le Mariage de Figaro puis Victor ou les enfants au pouvoir de Roger Vitrac.
Il rencontre Jean-Pierre Dardenne alors qu'il participe à un jury au conservatoire de Liège et se découvre avec lui une sensibilité commune.
Au cinéma, il est révélé en 1996 par La Promesse de Jean-Pierre et Luc Dardenne. Les deux cinéastes belges deviennent ses réalisateurs fétiches, et lui offrent le rôle d'un fabricant et vendeur de gaufres dans Rosetta en 1999 et celui d'un professeur de menuiserie mystérieusement attiré par un de ses élèves dans Le Fils en 2002, qui lui vaut le prix d'interprétation masculine au festival de Cannes.
En dehors de sa collaboration avec les frères Dardenne, Olivier Gourmet apparaît d'abord régulièrement dans des rôles secondaires dans des films d'auteur français. Il se retrouve au générique d'œuvres aussi diverses que Ceux qui m'aiment prendront le train de Patrice Chéreau en 1998, et Peut-être de Cédric Klapisch, l'année suivante. Il collabore avec Dominique Cabrera sur Nadia et les hippopotames et Le Lait de la tendresse humaine. En parallèle, il obtient quelques rôles importants. Dans Nationale 7, il joue un homme handicapé cherchant à s'épanouir par la sexualité, et dans De l'histoire ancienne, il est le frère de Guy s'occupant des obsèques de leur père.
En 2001, Jacques Audiard lui offre le rôle du patron de bar faisant du chantage à Vincent Cassel dans Sur mes lèvres. L'année suivante, il incarne un avocat dans Une part du ciel de Bénédicte Liénard et un cadre alcoolique dans Peau d'ange de Vincent Pérez. En 2004, il retrouve Dominique Cabrera pour leur troisième coopération pour les besoins de Folle Embellie. Il joue le rôle d'un inventeur parti sur les traces de ses origines dans Congorama en 2006 au côté de Jean-Pierre Cassel. En 2008, il tourne avec Isabelle Huppert dans le film Home d'Ursula Meier. En 2011, il joue le rôle principal du ministre des transports français Bertrand Saint-Jean dans le thriller politique L'Exercice de l'État de Pierre Schöller. En 2014, il campe le père d'un jeune espoir du tennis dans Terre battue de Stéphane Demoustier (le frère d'Anaïs). Fin 2017, on le retrouve en tête d'affiche de Tueurs, un thriller noir de François Troukens, premier film du genre en Belgique francophone, dans lequel il joue un braqueur de haut vol embourbé dans une affaire criminelle vieille de trente ans et qui se voit obligé de fuir. Gourmet s'est astreint à une préparation physique et a dû perdre 15 à 20 kg pour le rôle. En 2019, dans le film d'Alexis Michalik Edmond, il interprète Constant Coquelin, créateur du rôle de Cyrano de Bergerac lorsque la pièce fut jouée la première fois, et l'avocat Éric Dupond-Moretti dans Une intime conviction.

### Vie personnelle
Son père était marchand de bestiaux et sa mère cuisinière.
Olivier Gourmet est père de deux enfants, Louis et Juliette. Il était propriétaire, par héritage familial, de l'hôtel du Beau-Site, à Mirwart, dans l’Ardenne belge,. Il expliquait qu'il avait besoin d'exercer en plus de son métier d'acteur un métier manuel : « J'ai besoin de travailler physiquement. Je ne peux pas m'en passer. ». Il a vendu ce domaine en 2021.

## Filmographie

### Cinéma

#### Années 1990
- 1990 : Hostel Party de Roland Lethem (court métrage) : Luc
- 1996 : La Promesse de Jean-Pierre et Luc Dardenne : Roger
- 1997 : Le Signaleur de Benoît Mariage (court métrage)
- 1998 : Le Bal masqué de Julien Vrebos : le procureur
- 1998 : Je suis vivante et je vous aime de Roger Kahane : Etienne
- 1998 : J'adore le cinéma de Vincent Lannoo (court métrage) : le proviseur
- 1998 : Ceux qui m'aiment prendront le train de Patrice Chéreau : Bernard
- 1998 : Cantique de la racaille de Vincent Ravalec : le dépanneur
- 1998 : Nadia et les Hippopotames de Dominique Cabrera : André
- 1999 : Le Voyage à Paris de Marc-Henri Dufresne : Tarzan
- 1999 : Rosetta de Jean-Pierre et Luc Dardenne : le patron
- 1999 : Peut-être de Cédric Klapisch : Jean-Claude

#### Années 2000
- 2000 : Nationale 7 de Jean-Pierre Sinapi : René
- 2000 : Toreros d'Éric Barbier : Pedro
- 2000 : Sauve-moi de Christian Vincent : Casteldi
- 2000 : Princesses de Sylvie Verheyde : le gars au bar à Bruxelles
- 2001 : Sur mes lèvres de Jacques Audiard : Marchand
- 2001 : Petite Sœur d'Ève Deboise (court métrage) : le père
- 2001 : Mercredi, folle journée ! de Pascal Thomas : Denis Pelloutier
- 2001 : Le Lait de la tendresse humaine de Dominique Cabrera : Dr. Gérard Cafarelli
- 2001 : De l'histoire ancienne d'Orso Miret : Fabien
- 2002 : Un moment de bonheur d'Antoine Santana : le père
- 2002 : Une part du ciel de Bénédicte Liénard : l'avocat de Joanna
- 2002 : Peau d'ange de Vincent Perez : Monsieur Faivre
- 2002 : Le Fils de Jean-Pierre et Luc Dardenne : Olivier
- 2002 : Laissez-passer de Bertrand Tavernier : Roger Richebé
- 2003 : Le Temps du loup de Michael Haneke : Koslowski
- 2003 : Les Mains vides de Marc Recha : Éric
- 2003 : Le Mystère de la chambre jaune de Bruno Podalydès : Robert Darzac
- 2003 : Adieu d'Arnaud des Pallières : François
- 2004 : Trouble de Harry Cleven : le père
- 2004 : Pour le plaisir de Dominique Deruddere : Martial
- 2004 : Les Fautes d'orthographe de Jean-Jacques Zilbermann : Pierre Massu
- 2004 : Folle Embellie de Dominique Cabrera : le médecin chef
- 2004 : Quand la mer monte... de Yolande Moreau et Gilles Porte : le policier
- 2004 : Le Pont des Arts d'Eugène Green : Jean-Astolphe Méréville
- 2005 : La Petite Chartreuse de Jean-Pierre Denis : Etienne Vollard
- 2005 : Le Couperet de Costa-Gavras : Raymond Machefer
- 2005 : L'Enfant de Jean-Pierre et Luc Dardenne : le policier en civil
- 2005 : Le Parfum de la dame en noir de Bruno Podalydès : Robert Darzac
- 2005 : Mon fils à moi de Martial Fougeron : le père
- 2005 : Sauf le respect que je vous dois de Fabienne Godet : François Durrieux
- 2006 : Les Brigades du Tigre de Jérôme Cornuau : inspecteur Marcel Terrasson
- 2006 : Congorama de Philippe Falardeau : Michel Roy
- 2006 : Mon colonel de Laurent Herbiet : colonel Raoul Duplan
- 2007 : Jacquou le Croquant de Laurent Boutonnat : le curé Bonal
- 2007 : Pars vite et reviens tard de Régis Wargnier : Joss Le Guern
- 2007 : Cowboy de Benoît Mariage : lui-même
- 2008 : Le Silence de Lorna de Jean-Pierre et Luc Dardenne : l'inspecteur
- 2008 : Home d'Ursula Meier : Michel
- 2008 : Go Fast d'Olivier Van Hoofstadt : Jean-Do Paoli
- 2008 : Coluche : L'Histoire d'un mec d'Antoine de Caunes : Jacques Betruger
- 2008 : Mesrine : L'Ennemi public no 1 de Jean-François Richet : commissaire Broussard
- 2009 : Bancs publics (Versailles Rive-Droite) de Bruno Podalydès : Maurice Begeard
- 2009 : Pour un fils de Alix de Maistre : Omer
- 2009 : L'Amour caché d'Alessandro Capone : Morris
- 2009 : Altiplano de Peter Brosens et Jessica Woodworth : Max

#### Années 2010
- 2010 : Vénus noire de Abdellatif Kechiche : Réaux
- 2010 : Blanc comme neige de Christophe Blanc : Grégoire
- 2010 : Un ange à la mer de Frédéric Dumont : le père
- 2010 : Rien à déclarer de Dany Boon : le prêtre de Chimay
- 2010 : Robert Mitchum est mort d'Olivier Babinet et Fred Kihn : Arsène
- 2011 : Légitime Défense de Pierre Lacan : Moret
- 2011 : Le Roman de ma femme de Jamshed Usmonov : Chollet
- 2011 : Le Gamin au vélo de Jean-Pierre et Luc Dardenne : participation
- 2011 : L'Exercice de l'État de Pierre Schoeller : Bertrand Saint-Jean
- 2012 : Hénaut Président de Michel Muller : Thierry Giovanni
- 2012 : Le monde nous appartient de Stephan Streker : Freddy
- 2012 : Le Guetteur de Michele Placido : Franck
- 2013 : La Tendresse de Marion Hänsel : Frans
- 2013 : Violette de Martin Provost : Jacques Guérin
- 2013 : Grand Central de Rebecca Zlotowski : Gilles
- 2013 : La Marche de Nabil Ben Yadir : Dubois
- 2014 : Deux Jours, une nuit de Jean-Pierre et Luc Dardenne : Jean-Marc
- 2014 : Terre battue de Stéphane Demoustier : Jérôme
- 2014 : L'Affaire SK1 de Frédéric Tellier : Bougon
- 2014 : Madame Bovary de Sophie Barthes : monsieur Rouault
- 2014 : Le Temps des aveux de Régis Wargnier : Marsac
- 2015 : Jamais de la vie de Pierre Jolivet : Franck
- 2015 : En mai, fais ce qu’il te plaît de Christian Carion : Paul
- 2015 : L'Odeur de la mandarine de Gilles Legrand : Charles
- 2016 : Chocolat de Roschdy Zem : Joseph Oller
- 2016 : La Fille inconnue de Jean-Pierre et Luc Dardenne : le fils Lambert
- 2016 : L'Ami, François d'Assise et ses frères de Renaud Fély et Arnaud Louvet : Cardinal Hugolin
- 2017 : Noces de Stephan Streker : André
- 2017 : Le Secret de la chambre noire de Kiyoshi Kurosawa : Stéphane
- 2017 : Sage Femme de Martin Provost : Paul Baron
- 2017 : En amont du fleuve de Marion Hänsel : Homer
- 2017 : Le Jeune Karl Marx de Raoul Peck : Pierre-Joseph Proudhon
- 2017 : Grand Froid de Gérard Pautonnier : Edmond Zweck
- 2017 : La Promesse de l'aube d'Éric Barbier : le docteur Rosanoff
- 2017 : Tueurs de François Troukens et Jean-François Hensgens : Frank Valken
- 2017 : L'Échange des princesses de Marc Dugain : Philippe d'Orléans, le régent
- 2018 : Un peuple et son roi de Pierre Schoeller : l'oncle
- 2019 : Edmond d'Alexis Michalik : Constant Coquelin / Cyrano de Bergerac
- 2019 : Une intime conviction d'Antoine Raimbault : maître Éric Dupond-Moretti
- 2019 : Ceux qui travaillent d'Antoine Russbach : Frank

#### Années 2020
- 2020 : Qu'un sang impur... d'Abdel Raouf Dafri : Colonel Delignières
- 2020 : De Gaulle de Gabriel Le Bomin : Paul Reynaud
- 2020 : La Terre des hommes de Naël Marandin : Bernard Bresset
- 2020 : Rouge de Farid Bentoumi : Stéphane Perez
- 2021 : Eugénie Grandet de Marc Dugain : Félix Grandet
- 2022 : Entre la vie et la mort de Giordano Gederlini : le commissaire
- 2022 : Simone, le voyage du siècle d'Olivier Dahan : Antoine Veil
- 2022 : Couleurs de l'incendie de Clovis Cornillac : Charles Péricourt
- 2023 : L'Établi de Mathias Gokalp : Klatzman
- 2023 : Farang de Xavier Gens : Narong
- 2023 : Les Tortues de David Lambert : Henri Janssens
- 2024 : Colocs de choc d'Élodie Lélu : Laurent
- 2025 : Fanon de Jean-Claude Barny : Darmain
- 2025 : La Venue de l'avenir de Cédric Klapisch : Claude Monet

### Télévision
- 1995 : Maigret, épisode Les Vacances de Maigret de Pierre Joassin : inspecteur Philibert
- 1996 : Les Steenfort, maîtres de l'orge de Jean-Daniel Verhaeghe (mini série)
- 1996 : Folle de moi (Y'a pas de lézard) de Pierre Joassin (téléflim) : le réceptionniste
- 1998 : Papa est monté au ciel de Jacques Renard (téléfilm) : Pierrot
- 2000 : Retiens la nuit de Dominique Cabrera (téléfilm) : André
- 2001 : Contre-la-montre de Jean-Pierre Sinapi (téléfilm) : Signor
- 2006 : Poison d'avril de William Karel (téléfilm) : Charles
- 2007 : L'Affaire Ben Barka de Jean-Pierre Sinapi (téléfilm) : Lopez
- 2007 : Candidat libre de Jean-Baptiste Huber (téléfilm) : Bertrand
- 2013 : Les Anonymes - Ùn' pienghjite micca de Pierre Schoeller (téléfilm) : Le Bris
- 2016 : Jour polaire de Måns Mårlind et Björn Stein (série) : Alain Gruard
- 2020 : Moloch d'Arnaud Malherbe (mini-série) : Gabriel Matthieu
- 2020 : Capitaine Marleau, épisode Au nom du fils de Josée Dayan : Père Damien
- 2022 : Oussekine d'Antoine Chevrollier : Robert Pandraud
- 2022 : Diane de Poitiers de Josée Dayan (téléfilm en deux parties) : Charles Quint
- 2023 : Sambre de Jean-Xavier de Lestrade (mini-série) : Étienne Winckler
- 2023 : De Grâce de Vincent Maël Cardona (mini-série) : Pierre Leprieur
- 2025 : Nero d'Allan Mauduit et Ludovic Colbeau-Justin (mini-série) : le prêtre
- 2026 : Enchaînés de Laure de Butler : Charles Bellevue

## Distinctions

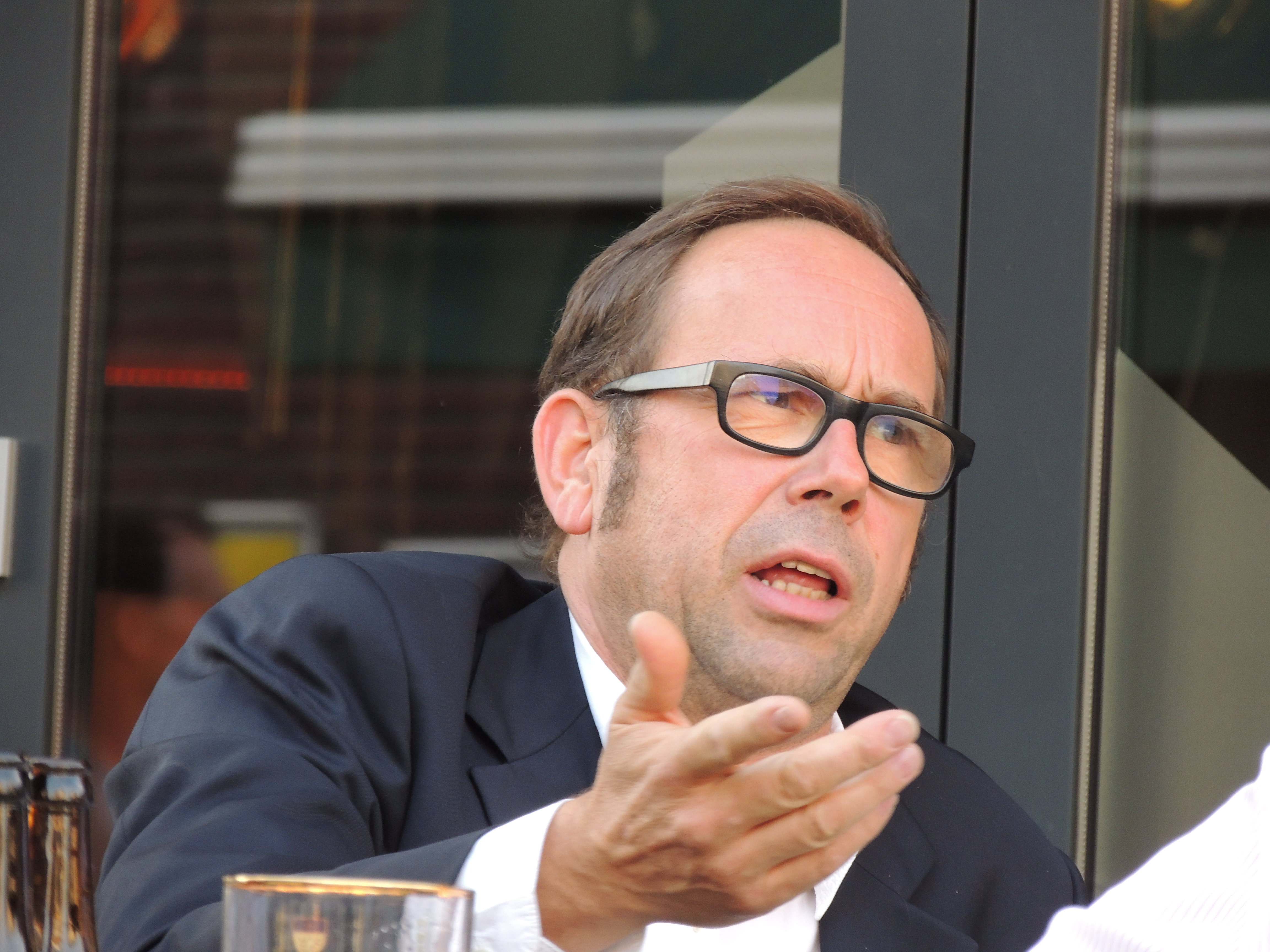
Olivier Gourmet en septembre 2013 à Namur.

### Récompenses
- Festival de Cannes 2002 : Prix d'interprétation masculine pour Le Fils de Jean-Pierre et Luc Dardenne
- Prix Joseph-Plateau 2002 : meilleur acteur pour Le Fils et Une part du ciel
- Festival de Téhéran 2003 : Prix d'interprétation masculine pour Le Fils de Jean-Pierre et Luc Dardenne
- Festival de Shanghai 2006 : Prix d'interprétation masculine pour Sauf le respect que je vous dois de Fabienne Godet
- Prix Jutra 2007 : meilleur acteur conjointement avec Paul Ahmarani dans Congorama
- Festival international du film de Karlovy Vary 2009 : Prix d'interprétation masculine pour Un ange à la mer de Frédéric Dumont
- Magritte 2014 : Magritte du meilleur acteur pour L'Exercice de l'État de Pierre Schoeller

### Nominations

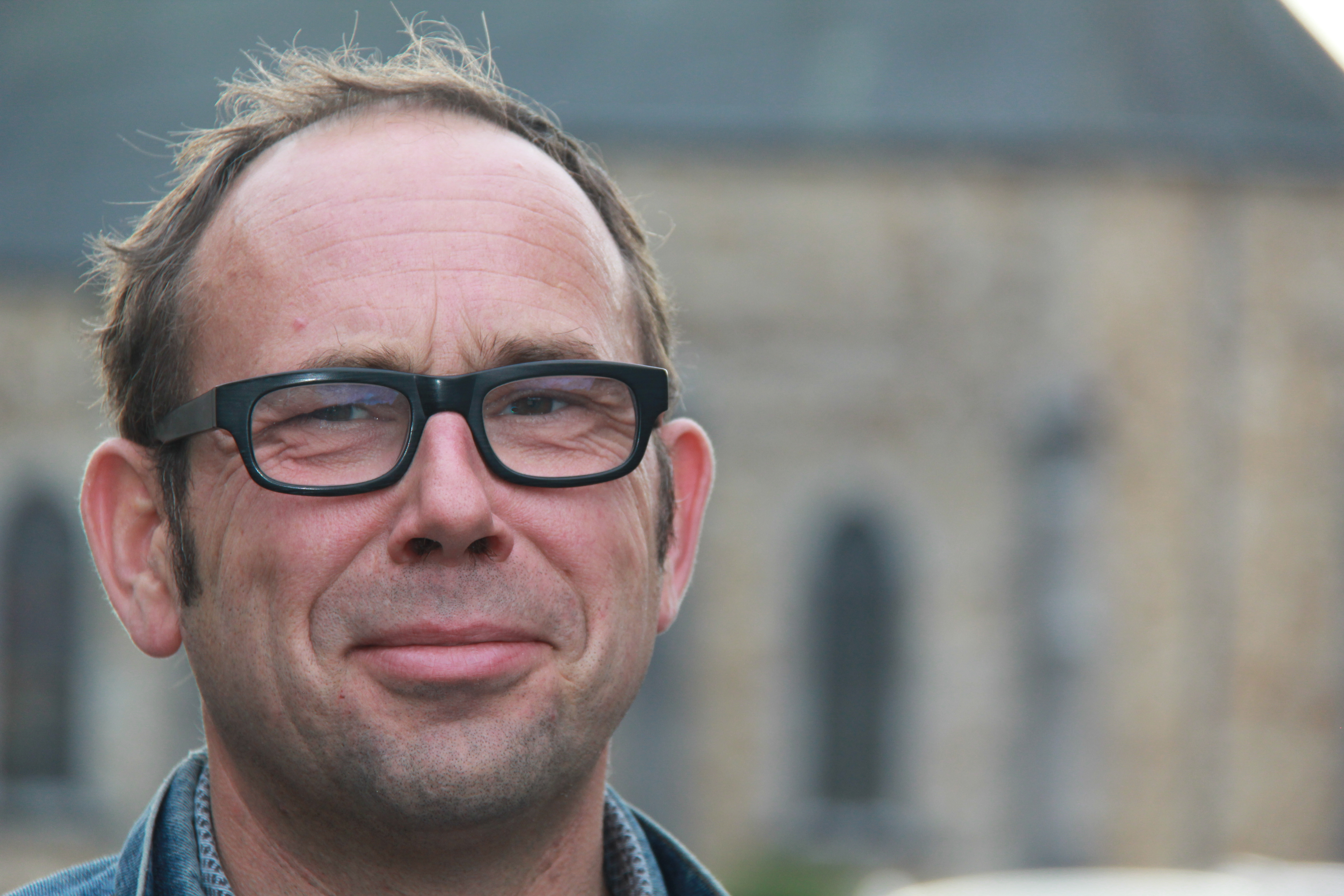
Olivier Gourmet à Mirwart en juin 2012.

- Magritte du cinéma 2011 : meilleur acteur
- César 2012 : César du meilleur acteur pour L'Exercice de l'État
- César 2014 : César du meilleur acteur dans un second rôle pour Grand Central